# کوور
کوور (به انگلیسی: Kovvur) یک زیستگاه انسانی در هند است که در ناحیه گوداواری غربی واقع شده‌است.

## خصوصیات
کوور ۳۹٬۶۶۷ نفر جمعیت دارد و ۲۳ متر بالاتر از سطح دریا واقع شده‌است.